# Sarascelis murphyorum
Espèce
Synonymes
- Sceliraptor murphyorum Zonstein & Marusik, 2022

Sarascelis murphyorum est une espèce d'araignées aranéomorphes de la famille des Palpimanidae.

## Distribution
Cette espèce est endémique du comté de Kilifi au Kenya,. Elle se rencontre vers Kilifi.

## Description
Le mâle holotype mesure 8,49 mm.

## Systématique et taxinomie
Cette espèce a été décrite sous le protonyme Sceliraptor murphyorum par Zonstein et Marusik en 2022. Elle est placée dans le genre Sarascelis par Wood, Kulkarni, Ramírez et Scharff en 2024.

## Étymologie
Cette espèce est nommée en l'honneur de Frances (1926–1995) et John A. Murphy (1922–2021).

## Publication originale
- Zonstein & Marusik, 2022 : « Descriptions of Sceliraptor gen. n. and two new species from Kenya (Araneae, Palpimanidae). » Arachnology, vol. 19, Special Issue, p. 257-264.